# Perschling (commune)
Pour les articles homonymes, voir Perschling.
Perschling (jusqu'au 17 février 2015 : Weißenkirchen an der Perschling) est une commune autrichienne du district de Sankt Pölten-Land en Basse-Autriche.